# كيروفغراد
كيروفغراد (بالروسية: Кировград) هي إحدى مدن روسيا في الكيان الفدرالي الروسي سفيردلوفسك أوبلاست.